# Bamberger's
Bamberger's era una cadena de tiendas departamentales con sede en Newark, Nueva Jersey, y ubicada principalmente en Nueva Jersey, pero con presencia también en Delaware, Maryland, Nueva York y Pensilvania.

## Historia
Fundada en 1893 por Louis Bamberger como L. Bamberger & Company en Newark, Nueva Jersey, en 1912 la empresa construyó su tienda principal y casa matriz diseñada por Jarvis Hunt en 131 Market Street. En 1929, Bamberger's fue adquirida por R.H. Macy Co. Las primeras sucursales suburbanas fueron construidas en el centro de Morristown y en Plainfield además del Princeton Shopping Center en Princeton, Nueva Jersey. Con el cambio demográfico posterior a la Segunda Guerra Mundial, Bamberger's construyó tiendas adicionales en localizaciones suburbanas como por ejemplo Brunswick Square Mall, Garden State Plaza, Monmouth Mall, Nanuet Mall y Menlo Park Mall.
Los años 60 y 70 vieron la expansión en Nueva Jersey y hacia el área metropolitana del Gran Filadelfia, mientras que en los años 80 ingresó en el área metropolitana de Baltimore.
El 5 de octubre de 1986, las tiendas de Bamberger's adoptaron el nombre "Macy's News Jersey", y en 1988 Macy's New Jersey se fusionó con Macy's New York para formar Macy's Northeast (actualmente Macy's Inc.).